# Ваймондхем
Ваймондхем (англ. Wymondham, /ˈwɪndəm/ WIN-dəm) — ринкове місто та цивільна парафія в окрузі Південний Норфолк у Норфолку, Англія. Він розташований на річці Тіффі, за 12 миль (19 км) на південний захід від Норвіча та недалеко від дороги A11 до Лондона. Парафія, одна з найбільших у Норфолку, включає сільські райони на півночі та півдні з селами Сатон, Сілфілд, Спунер-Роу та Воттлфілд. У 2011 році його населення становило 14 405 осіб, з яких 13 587 мешкали в самому місті.